# Erisma silvae
Erisma silvae är en tvåhjärtbladig växtart som beskrevs av L. Marcano Berti. Erisma silvae ingår i släktet Erisma och familjen Vochysiaceae. Inga underarter finns listade i Catalogue of Life.